# André Gueye
André Gueye (Pallo-Youga, 6 gennaio 1967) è un arcivescovo cattolico senegalese, dal 22 febbraio 2025 arcivescovo metropolita di Dakar.

## Biografia
È nato il 14 novembre 1957 a Pallo-Youga. 

### Formazione e ministero sacerdotale
Dopo aver frequentato il seminario maggiore di Sebikhotane a Dakar e quello di Brin a Ziguinchor, ha studiato teologia presso la Pontificia Università Urbaniana a Roma ed è stato ordinato diacono il 14 dicembre 1991 e presbitero il 27 giugno 1992.

### Ministero episcopale
Il 18 gennaio 2013 papa Benedetto XIV lo ha nominato vescovo di Thiès. Ha ricevuto la consacrazione episcopale il 27 settembre successivo dal cardinale Théodore-Adrien Sarr, arcivescovo metropolita di Dakar, co-consacranti il vescovo di Kaolack Benjamin Ndiaye e l'arcivescovo metropolita di Bamberga Ludwig Schick.
Il 10 novembre 2014 è stato ricevuto in udienza papale durante la visita ad limina insieme agli altri vescovi senegalesi. 
Nel 2018 ha partecipato XV assemblea generale ordinaria del sinodo dei vescovi dal tema: "I giovani, la fede e il discernimento vocazionale".
Dal 12 gennaio 2023 al 12 luglio 2025 è stato amministratore apostolico di Saint-Louis du Sénégal.
Nel frattempo il 22 febbraio 2025 papa Francesco lo ha promosso arcivescovo metropolita di Dakar, succedendo a Benjamin Ndiaye, dimessosi per raggiunti limiti d'età. Il 3 maggio seguente ha preso possesso dell'arcidiocesi.

## Genealogia episcopale
- Cardinale Scipione Rebiba
- Cardinale Giulio Antonio Santori
- Cardinale Girolamo Bernerio, O.P.
- Arcivescovo Galeazzo Sanvitale
- Cardinale Ludovico Ludovisi
- Cardinale Luigi Caetani
- Cardinale Ulderico Carpegna
- Cardinale Paluzzo Paluzzi Altieri degli Albertoni
- Papa Benedetto XIII
- Papa Benedetto XIV
- Papa Clemente XIII
- Cardinale Marcantonio Colonna
- Cardinale Giacinto Sigismondo Gerdil, B.
- Cardinale Giulio Maria della Somaglia
- Cardinale Carlo Odescalchi, S.I.
- Vescovo Eugène de Mazenod, O.M.I.
- Cardinale Joseph Hippolyte Guibert, O.M.I.
- Cardinale François-Marie-Benjamin Richard de la Vergne
- Vescovo Marie-Prosper-Adolphe de Bonfils
- Cardinale Louis-Ernest Dubois
- Cardinale Pierre-Marie Gerlier
- Arcivescovo Émile André Jean-Marie Maury
- Cardinale Hyacinthe Thiandoum
- Cardinale Théodore-Adrien Sarr
- Arcivescovo André Gueye